# SAE International

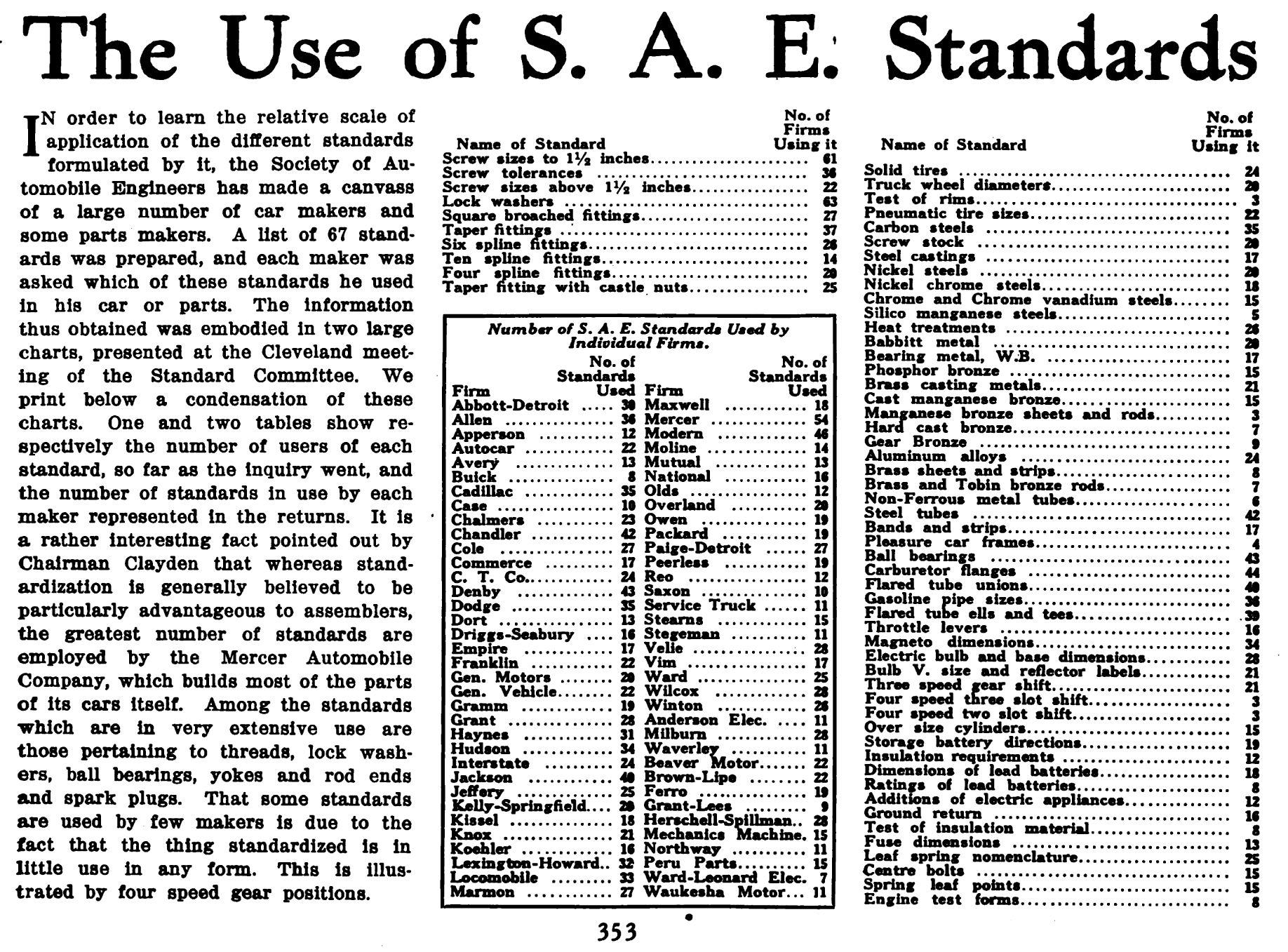
Résultats d'un sondage sur l'adoption des standards établies par la SAE (Horseless Age, volume 37, no 9, 1er mai 1916, p. 353).

La SAE International, anciennement Society of Automotive Engineers (SAE), est une organisation internationale ayant son siège aux États-Unis comptant plus de 84 000 membres (ingénieurs, chefs d'entreprise, professeurs et étudiants de plus de 97 pays) qui échangent des informations et des idées pour tout ce qui touche à l'ingénierie des véhicules, par exemple dans le domaine de l'automobile ou dans celui de l'aéronautique.
Fondée en 1905, elle a son siège social à Troy, dans le Michigan.

## SAE Classification pour la conduite autonome
Pour la conduite autonome de véhicules, la SAE a établi en 2016, sous la référence J3016, six niveaux d'autonomie :
- Niveau 0 : pas d'automatisation ;
- Niveau 1 : mains sur le volant, contrôle conjoint ;
- Niveau 2 : sans les mains ;
- Niveau 3 : sans le regard ;
- Niveau 4 : sans l'attention ;
- Niveau 5 : volant totalement optionnel.